# セントチャールズ (アイオワ州)
セントチャールズ（St. Charles）は、アイオワ州マディソン郡にある市。2010年の国勢調査での人口は653人。デモインーウェストデモイン大都市統計地域に含まれる。

## 歴史
1852年に入植が開始された。地名はミズーリ州にある同名の町から取られ、1876年に法人市となった。

## 地理
アメリカ合衆国国勢調査局によると、面積は1.40平方キロメートル。

## 著名な出身者
- キム・レイノルズ - 政治家、アイオワ州知事